# Assedio di Alessandria (1657)
(Alessandro Cassola, La briglia del furore. Ovvero Alessandria difesa; cfr. Antonio Belloni, p. 380)
Nel periodo estivo del 1657, Alessandria fu lo scenario di un significativo assedio che ebbe luogo dal 19 luglio al 18 agosto. Vide contrapposte le forze militari di Francia e Spagna per il predominio continentale. L'assedio, descritto in molteplici resoconti storici come una battaglia di proporzioni epiche, non riuscì a infrangere le difese di Alessandria, che rimase sotto l'influenza lombarda.

## Contesto storico
Nel 1657 le mura di Alessandria furono teatro di un episodio significativo delle guerre europee del XVII secolo, quando gli eserciti delle maggiori potenze si confrontarono in quello che rappresentò uno degli ultimi capitoli del lungo e sanguinoso conflitto che devastò l'Italia settentrionale. La regione era diventata un crocevia di interessi strategici per le grandi potenze e i loro alleati, impegnati in una costante lotta per il predominio europeo. In questo contesto, le ultime decadi avevano visto un'intensificazione delle ostilità su scala continentale, con Francia e Spagna al centro di un confronto che aveva coinvolto direttamente anche lo Stato di Milano, sotto l'influenza spagnola, e il Ducato di Savoia, ormai apertamente schierato con la Francia. L'assedio si colloca nella fase finale della guerra franco-spagnola, combattuta dal 1635 al 1659. Le fasi iniziali scaturirono con l'ingresso della Francia nella guerra dei trent’anni alla quale la Spagna già partecipava. Gli scontri fra i due regni si protrassero per undici anni oltre la pace di Vestfalia, che aveva posto termine alla guerra dei trent'anni, per poi chiudersi con la pace dei Pirenei.
Le aree di confine, dove si trovavano città e territori di cruciale importanza strategica, erano state teatro di continui scontri: assedi prolungati, conquiste e riconquiste si erano susseguiti in una serie di operazioni militari che avevano messo a dura prova le popolazioni locali. Precedentemente assorbita nell'ambito di influenza spagnolo, Alessandria è parte di queste aree di confine e divenne un crocevia strategico nella disputa per il controllo continentale.
In questo scenario, l'arte dell'ingegneria militare assunse un ruolo fondamentale: sia i Savoia sia la Spagna impiegarono i loro migliori ingegneri nella progettazione e rafforzamento delle piazzeforti. La visione strategica che guidava queste operazioni era quella di creare una rete di città fortificate, collegate tra loro come "anelli di una catena", secondo l'espressione di Busca. Questa concezione mirava a garantire una difesa efficace del territorio e a conseguire una posizione di vantaggio nei confronti degli avversari, in un'epoca in cui il controllo del territorio e la capacità di difenderlo erano essenziali per la sopravvivenza e l'espansione degli stati.
Nel 1655 il pavese Carlo Morello (*? †1665), ingegnere militare al servizio del Ducato di Savoia, osservò che « vi sono state tentate molte sorprese ancorché niuna sia riuscita e perciò è molto difficile l'attaccarla, poiché passando in mezzo di essa il fiume Tanaro conviene dividere l'armata e perciò vi vorrebbero due ponti sopra il sudetto fiume in caso di assedio per due o tre mesi ». Morello sottolineò come questa caratteristica imponesse la divisione delle forze assedianti e la necessità di costruire due ponti sul fiume per garantire un assedio efficace della durata di due o tre mesi. Tuttavia, le frequenti inondazioni delle aree circostanti complicavano ulteriormente le operazioni militari, rendendo precaria la stabilità di un accampamento e mettendo a rischio l'integrità dei ponti temporanei, vulnerabili alla forza distruttiva delle acque e ai detriti trasportati dalla corrente.
Per maggiormente contestualizzare l'assedio di Alessandria, è bene ricordare che Francesco I d'Este, duca di Modena, riconosciuto come uno dei comandanti più abili del suo periodo e generale del re Sole, concordò con il duca di Savoia di guidare le forze franco-sabaude in una campagna mirata ad infliggere un colpo decisivo agli spagnoli e a espellerli dall'Italia. Prima di giungere nell'alessandrino, avanzò attraverso il territorio, le sue truppe occuparono successivamente diverse località nelle aree della Valsesia, del Vercellese e della Lomellina. Procedettero, infine, verso la valle Tanaro, dove riuscirono a prendere controllo di Castello di Annone e Valenza.
Tali presupposti portarono gli alessandrini a predisporre con zelo tutto il sistema difensivo. Il conte Alfonso Perez de Vivero, comandante dell'esercito spagnolo, visitò minutamente le fortificazioni della città, facendovi eseguire i lavori necessari per resistere all'assalto dei nemici; il governatore di Alessandria, don Ferdinando Garcia Ravanal, provvide abbondantemente e sollecitamente al vettovagliamento della città.

## Cartografia
La rappresentazione grafica della città di Alessandria, e del borgo di Bergoglio (o Borgoglio), inserita entro le proprie fortificazioni capaci di resistere a intensi assalti, viene dettagliatamente descritta da Pert attraverso la delineazione dei suoi elementi più caratteristici:
| A B C D E F G H I L M N O ✶ P Q R S T U V W X ✠c ✠h Γ Δ Θ Λ Σ Φ Ψ Ω ‖ ⊠ Π |  | ALESSANDRIA A cittadella fortificata; B porta Marengo; C bastione di San Bernardino; D porta Stopa; E bastione di San Francesco; F posto delle Dame; G porta delli Horti; H rocchetta; I porta Sotella; L torrione Baratta; M bastione San Martino; N posto degli Hebrei; O porta Genovese; ✶ ponte coperto sul Tanaro BERGOGLIO P bastione di Sant'Antonio; Q bastione San Pietro; R bastione Santa Caterina; S bastione San Barnaba; T bastione Santa Giuliana; U bastione San Michele; V rocchetta; W porta delle Vigne; X porta di Asti; ASSEDIO ✠c chiesa del Crocifisso; ✠h chiesa degli Horti; Francia Γ Monsù d'Iclara; ‖ ponti fluviali; Δ cascina Panizzona; Θ fortino de francesi; Λ Monsù di Sant'Andrea; Σ cascine Vescova e Moisa; Φ cascine Boida e Boidina; Ψ cascina Chiapona; Ω cascina Rocche; Spagna ⊠ cascina Gambarina; Π cascina Stampina; |

Questa opera non si configura come un disegno tecnico o di rilevamento, come altri esempi di rappresentazioni di Alessandria compresi tra il XVI e il XVIII secolo, bensì come una vera e propria scenografia bellica, dove l'accento è posto sulla raffigurazione di battaglioni, accampamenti e dispositivi di guerra, allo scopo di fissare nella memoria un'epoca di significativa tensione storica.

## L'assedio

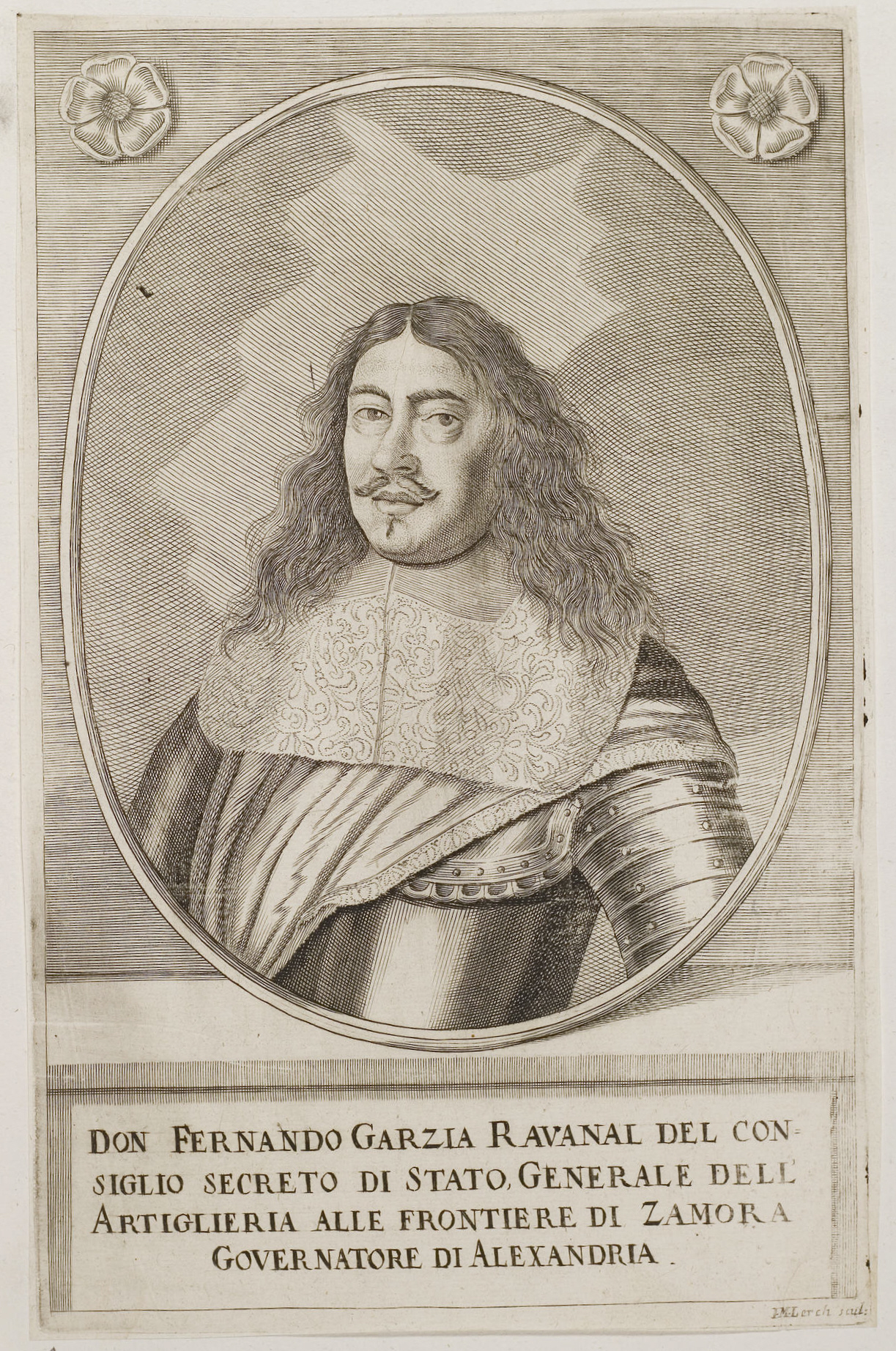
Fernando Garcia Ravanal, Governatore di Alessandria.

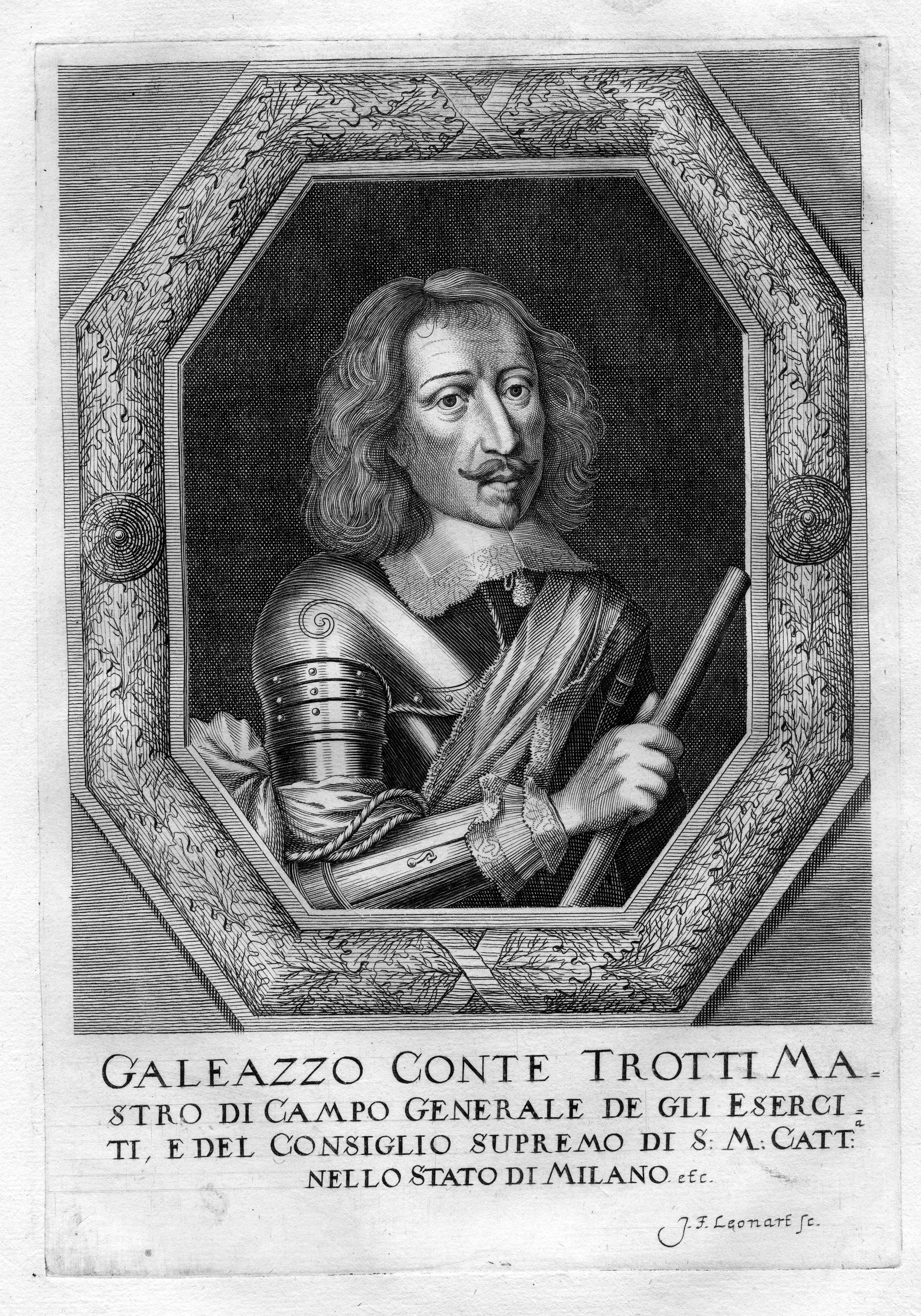
Gian Galeazzo Trotti, mastro di campo generale e capo delle forze armate spagnole.

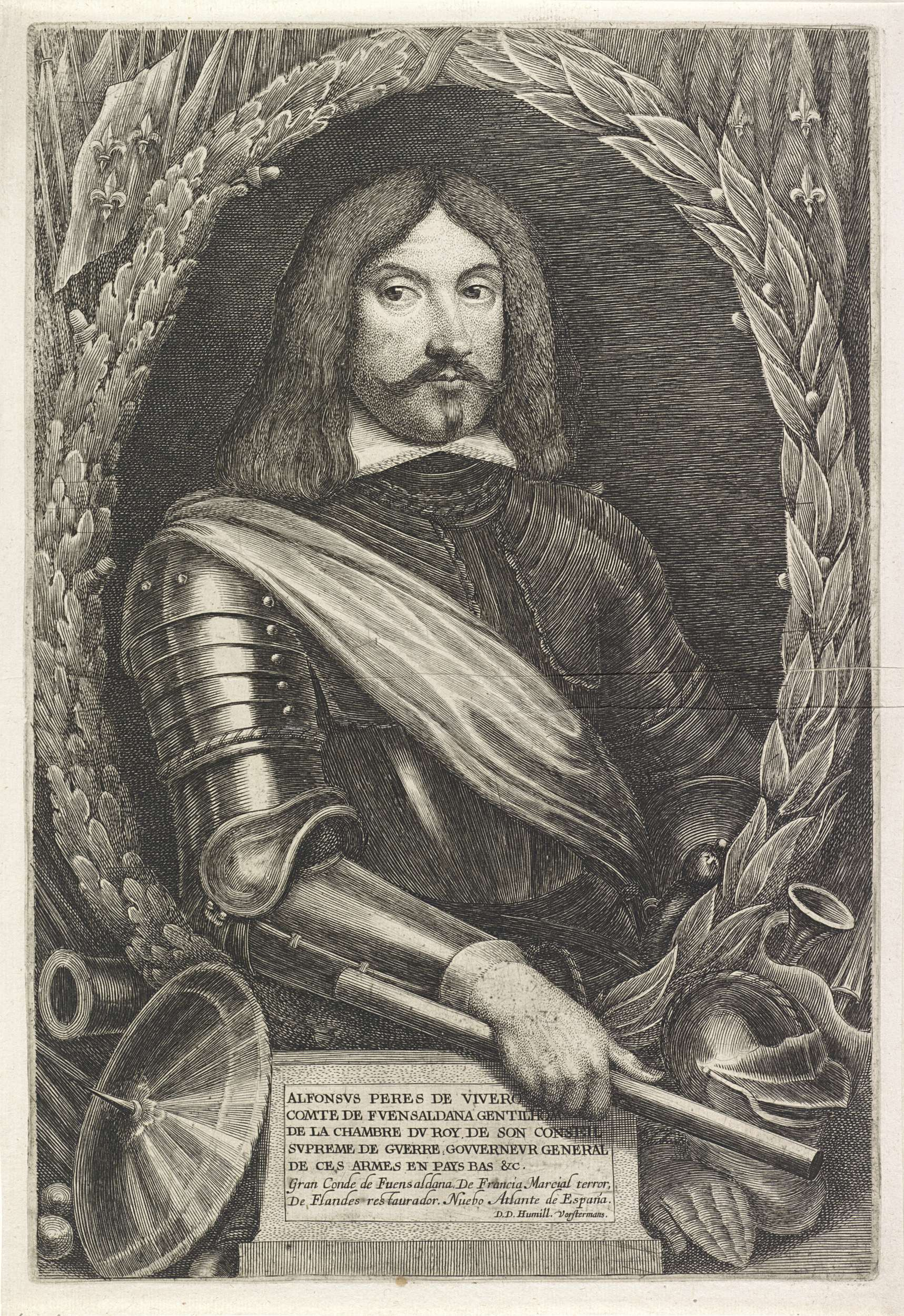
Il conte di Fuensaldaña Alfonso Perez de Vivero, comandante dell'esercito spagnolo.

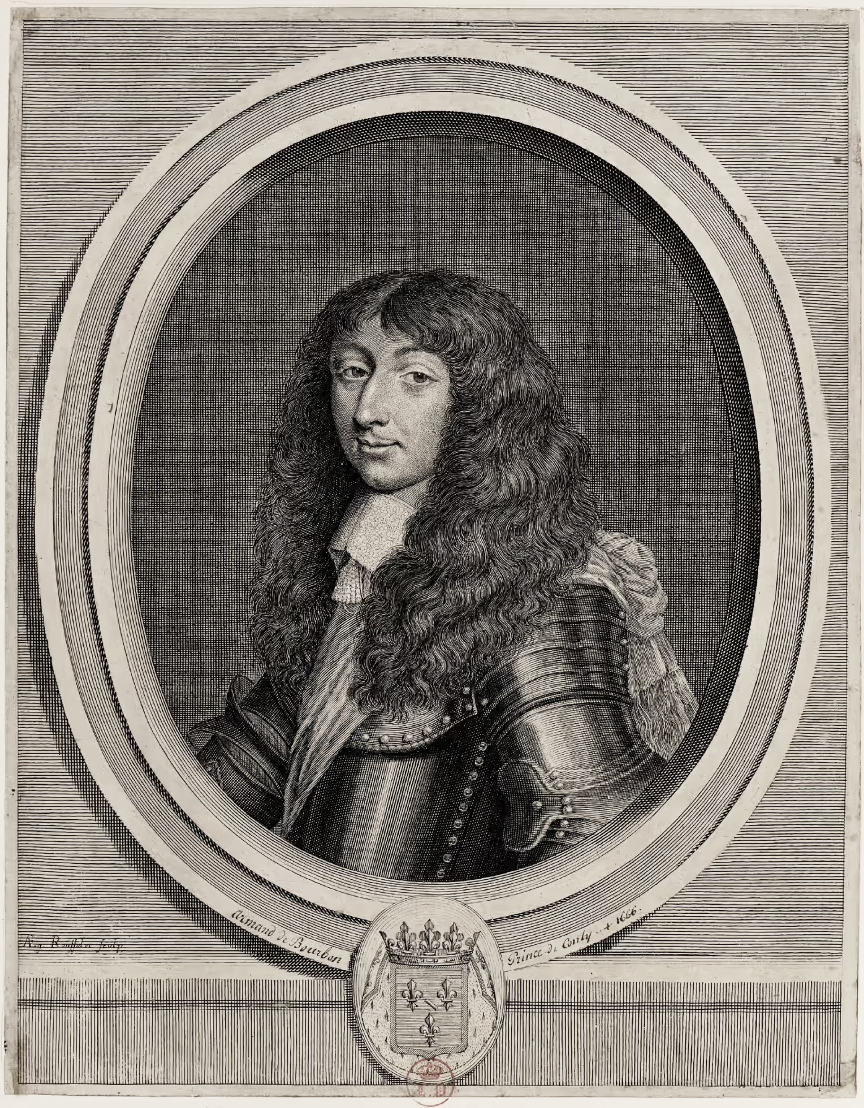
Armando di Borbone-Conti.

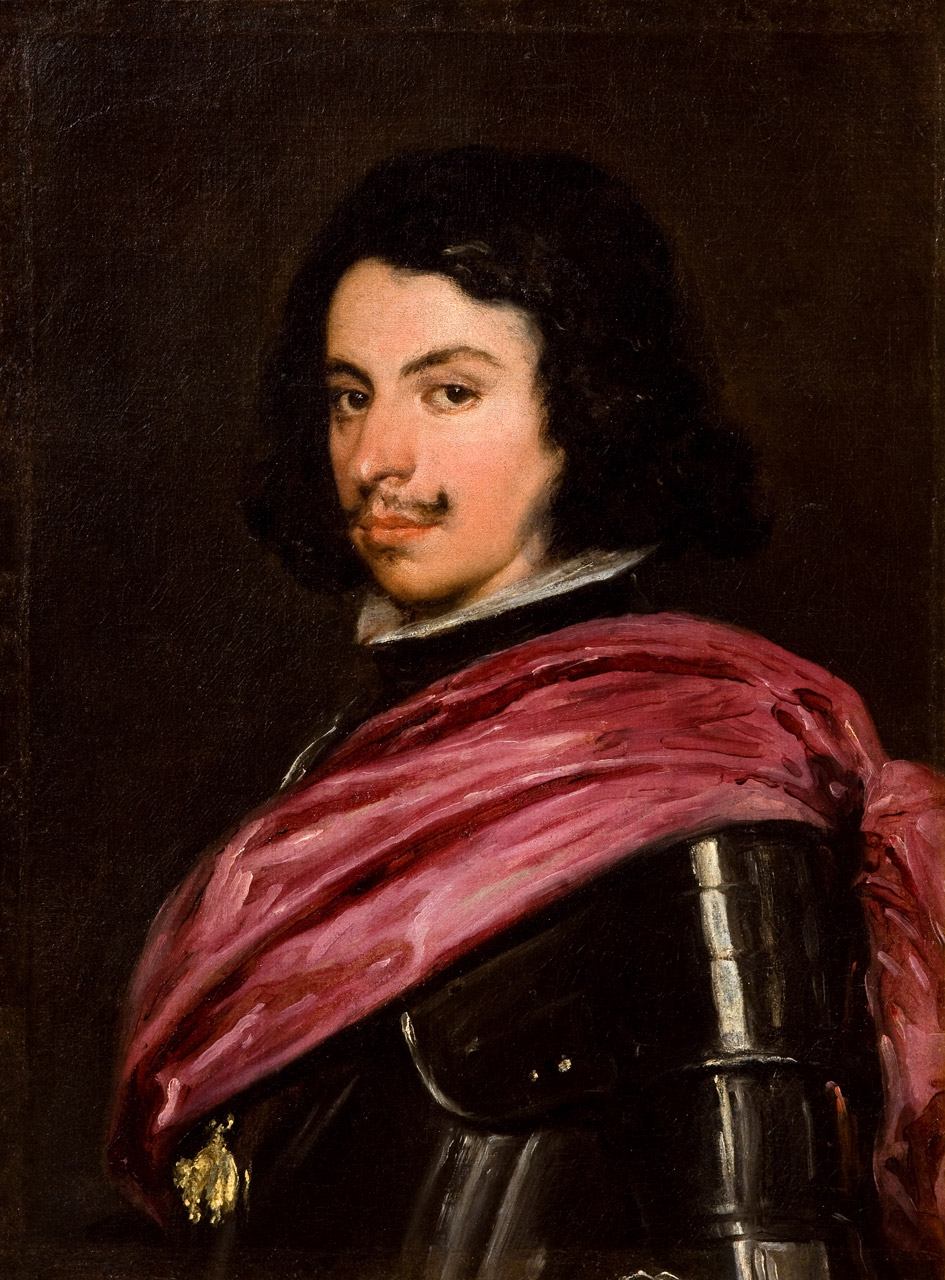
Francesco I d'Este, duca di Modena e Reggio.

### Forze in campo
Le forze in campo erano nettamente delineate: da un lato, l'alleanza composta dall'esercito ispano-lombardo, venuto in aiuto degli assediati di Alessandria, era supportata dalle truppe svizzere dei Grigioni, dagli austriaci e dal duca di Mantova. Dall'altro, l'esercito franco-sabaudo poteva contare sul sostegno del duca di Modena.
Il fronte franco-sabaudi vide l'impiego di un contingente di 15 500 soldati, guidati da Armando di Borbone-Conti, principe di Conti e dal marchese Gianfranco Villa, con il supporto di Francesco I d'Este, da Modena.

### Tentativo di congiura
Mentre si disponevano le preparazioni, un evento inatteso fornì agli abitanti di Alessandria e agli Spagnoli l'opportunità di rafforzare le loro difese. Un individuo ebreo, la cui identità è stata omessa dagli annalisti, aveva perfezionato il processo di raffinamento della polvere da sparo, portando a significative economie. Questa innovazione attirò l'attenzione degli alessandrini, che invitarono l'ebreo da Pavia per contribuire alla salvaguardia della città.
Tuttavia, il duca di Modena, venuto a conoscenza della situazione, affiancò all'ebreo il conte Montecuccoli, il quale tentò di persuadere l'inventore, attraverso seduzioni e intimidazioni, a rivelare il suo segreto. Fu offerta una ricompensa di 1500 doppie per l'incendio degli arsenali della città e una somma ancor più considerevole per l'apertura di uno dei varchi urbani.
L'ebreo, temendo per la propria incolumità, simulò di accettare, trascorse un breve periodo con i nemici ad Acqui e successivamente fuggì ad Alessandria, portando con sé informazioni estremamente preziose riguardanti le strategie e i movimenti dell'esercito avversario. Il conte di Fuensaldaña, sfruttando queste conoscenze, si preparò con fiducia all'arrivo del duca di Modena elaborando una efficace strategia difensiva.

### Logisitica e strategie
Nell'assetto difensivo di Alessandria, la popolazione, guidata dal governatore Ferdinando Garcia Ravanal, si posiziona strategicamente all'interno delle fortificazioni urbane in previsione dell'avanzata delle truppe francesi, ormai in prossimità delle mura cittadine. Specifici settori dei bastioni sono affidati alla vigilanza di distinti gruppi di abitanti, con l'Università degli Ebrei delegata alla salvaguardia del bastione San Francesco (E), evidenziando una mobilitazione comunitaria nella difesa urbana.
Parallelamente, le forze combinate franco-sabaude hanno implementato una strategia di accesso mediante la costruzione di due ponti fluviali (‖), situati rispettivamente a monte e a valle del distretto di Bergoglio, allo scopo di ottimizzare la logistica e le manovre belliche. La periferia di Alessandria è caratterizzata dalla presenza di una ampia linea di circonvallazione, costituita da una catena di fortificazioni temporanee erette dalle truppe assedianti. La struttura difensiva circonda un'estesa area territorialmente dominata dalle forze francesi, consolidando ulteriormente la loro presenza nel contesto dell'assedio.
In prossimità della chiesa del Crocifisso (✠c) e di una caponera (casamatta) di origine spagnola, è stato stabilito il quartier generale di Monsù d'Iclara (Γ), comandante delle forze assedianti. La zona denominata Orti, caratterizzata dalla presenza della chiesa della Madonna degli Horti (✠h) e della cascina Panizzona (Δ) - quest'ultima utilizzata come campo da Gildasso, generale al servizio del duca di Modena - funge da area di manovra per le truppe. Nei dintorni di porta Marengo (B), vicino alla strada per Castelnuovo, è posizionato un fortino francese detto de francesi alla Trontana (Θ), nonché il campo di Monsù di S. Andrea (Λ), situato in direzione della strada per Tortona.
Le aree adiacenti alle cascine Vescova e Moisa (Σ), situate presso il canale destinato all'approvvigionamento idrico delle fosse cittadine, ospitano l'accampamento del duca di Modena e del principe Alfonso, suo primogenito, nelle vicinanze delle cascine Boida e Boidina (Φ). Il quartiere di don Gabriele di Savoia e del Marchese di Villa è localizzato presso la Chiapona (Ψ) e la Rocche (Ω).
Le forze francesi hanno eretto diverse strutture fortificate e posizionato batterie di cannoni dirette sia verso la città sia contro le truppe spagnole accorse in aiuto, trovandosi così in una situazione di potenziale accerchiamento. Nelle vicinanze del torrione Baratta (L), l'avanzata francese ha quasi raggiunto le mura cittadine, benché le forze spagnole siano riuscite a interrompere l'assedio. Le unità svizzere, alleate degli spagnoli, hanno superato il fiume Bormida e si confrontano direttamente con la linea di circonvallazione, costituendo un elemento di pressione critico per l'esercito francese.
Attraversando il fiume Bormida in aiuto degli assediati di Alessandria, le forze spagnole si posizionano lungo la sponda, procedendo alla messa in sicurezza dell'area e all'istituzione di un'ampia piazza d'armi fortificata. All'interno di questo spazio, nei dintorni della località Gambarina (⊠), si identificano diversi accampamenti significativi: quello di Enchefort, generale al comando delle unità ausiliarie imperiali di Leopoldo I d'Asburgo, messe a disposizione del duca di Mantova; il campo del conte Gian Galeazzo Trotti, mastro di campo generale e capo delle forze armate spagnole; nonché gli accampamenti del duca di Sesto e di don Giovanni Borgia, a capo della cavalleria spagnola.
Al di fuori di questa area militarmente organizzata, in prossimità della cascina Stampina (Π), si trova il campo allestito per l'Altezza Serenissima di Mantova. Vicino alla cascina Stortigliona, è situato il campo di Alfonso Perez de Vivero, conte di Fuensaldagna, ulteriore testimonianza della complessa rete di alleanze e della presenza militare intorno ad Alessandria durante l'assedio.
In questo contesto, assume un ruolo di rilievo anche l'opera dell'ingegnere militare Pompeo Robutti, di cui si tratterà qui di seguito, il cui contributo si manifestò nel potenziamento delle strutture difensive preesistenti e nell'introduzione di macchine d'assedio all'avanguardia. La sua perizia tecnica si rivelò un pilastro fondamentale per l'efficacia della difesa alessandrina, e le sue dettagliate mappature delle operazioni belliche costituiscono una preziosa testimonianza storica e tecnologica.

### Gli attacchi
Nonostante l'indugio delle forze gallo-subalpine nell'avviare un attacco decisivo, nel luglio 1657, la popolazione di Alessandria, esasperata dalle continue schermaglie, iniziò a lanciare offensive dal bastione di San Michele di Bergoglio. La reazione dei nemici fu inizialmente timida; tuttavia, con l'avanzare della notte, riuscirono a conquistare il bastione. Nonostante il coraggio dimostrato dalle truppe spagnole e alessandrine, queste furono obbligate a ritirarsi all'interno delle mura cittadine, lasciando sul terreno i comandanti Giorgio Guasco e Francesco Straneo. Questa vittoria incoraggiò il duca di Modena a intensificare le pressioni su Alessandria, senza concedere ulteriori pause.

### Il cavaliere delle dame
Nell'assedio di Alessandria, la comunità cittadina dimostrò notevole resistenza: dell'assedio, il Ghilini, ne tratta minuziosamente, citando il valore di molti alessandrini, Lodovico Ghilini, Lorenzo Cuttica di Cassine, Gian Galeazzo Trotti e suo figlio Carlo Gerolamo, Giacomo Ottaviano Ghilini, Giovanni Tomaso Ghilini, Guarnerio Guasco, Biagio Panza, Antonio Bagliani, e molti altri cittadini.
Ma l'atto più mirevole di eroismo (e questo memorando assedio ne registrò moltissimi) fu compiuto da un gruppo di valorose donne alessandrine. Questo racconto, ancorché permeato da elementi di natura leggendaria, trova una sorta di conferma nelle descrizioni degli storici, che attestano il coinvolgimento femminile nelle operazioni di difesa.
La contessa Francesca Trotti, figura storica di cui l'identità coniugale rimane oggetto di dibattito tra gli storici, alcuni dei quali la associano al valoroso capitano alessandrino Gian Galeazzo Trotti, mentre altri la ritengono sposata con il governatore Ravanal, assunse un ruolo di rilievo durante un periodo critico per la difesa della città di Alessandria. In un contesto in cui le forze difensive subivano perdite significative, Francesca Trotti mobilitò un gruppo di circa trecento donne, decidendo di armare questo contingente con sciabole, moschetti e alabarde.
Questo battaglione femminile, una volta equipaggiato, attraversò la città lanciando grida di incoraggiamento e di vittoria, con l'intento di motivare ulteriormente i soldati. Successivamente, il gruppo prese posizione su un bastione situato in prossimità dell'area di fronte agli Horti. Qui, le donne, trinceratesi, riuscirono a respingere ripetuti assalti nemici. Francesca Trotti, distintasi per il suo aspetto valoroso, descritta con i capelli biondi scompigliati dal vento e un abbigliamento che ricordava quello delle amazzoni, alternava l'uso dell'alabarda all'archibugio, ponendosi sempre in prima linea per ispirare le sue compagne con azioni e parole. Il loro coraggio culminò nella repulsione dell'ultima offensiva del nemico, che, sconfitto, fu costretto a ritirarsi oltre il fiume Tanaro.
Il bastione, difeso con successo dalle dame, fu in seguito denominato il "cavaliere delle dame" appunto. Sebbene la gesta di queste trecento donne sia stata esaltata da storici e poeti, i loro nomi non sono stati tramandati. Nonostante l'importanza del loro contributo alla difesa della città, quando si giunse alla fase di commemorazione dei caduti dopo la guerra, con la creazione di monumenti in loro onore, né Francesca Trotti né le sue valorose compagne furono ricordate in tali celebrazioni, lasciando un vuoto nella memoria collettiva riguardo al loro eroismo.

## Ingegneri militari
Nell'ambito dell'assedio, emergono le figure di Pompeo Robutti (*1604 †1662), come già scritto impegnato a fianco dei difensori di Alessandria, e Gaspare Beretta, operante sotto le insegne delle forze lombardo-spagnole. Entrambi sono responsabili della conduzione delle manovre difensive, della costruzione di opere fortificate temporanee e dell'organizzazione delle truppe e del posizionamento dei dispositivi bellici. Questi ingegneri militari coniugano la teoria con la pratica nella realizzazione di strutture difensive, fondamentali per determinare l'esito dello scontro.
Pompeo Robutti, figlio degli alessandrini Marc'Antonio e Margherita Inviziati, membro dell'élite cittadina, si distinse in varie operazioni militari, tra cui gli assedi di Vercelli nel 1638, di Tortona nel 1642. La sua reputazione si fonda sia sul prestigio familiare sia su una solida formazione culturale acquisita in ambito milanese, arricchita da una vasta esperienza nella tattica militare. Autore del trattato "L'Architettura Militare", redatto nel 1650 e conservato presso l'Archivio di Stato di Alessandria, Robutti ha ottenuto riconoscimenti e privilegi per i meriti acquisiti nel corso della sua carriera. Il 18 dicembre 1650, Filippo IV, re di Spagna, gli riconobbe ufficialmente i servigi e gli sforzi profusi, conferendogli il titolo di "Professore di Architettura Militare e, di Capo Ingegnere nelle occorrenti Guerre di Lombardia, e massimamente nell'Alessandrina Provincia". Fu il conseguimento di un risultato frutto di molti anni di progetti e lavori sul campo che diedero sempre risultati eccellenti. Si ricorda, ad esempio, nel 1644 la progettazione dei bastioni di San Barnaba e di Santa Giuliana di Bergoglio all'indomani di un attacco da parte delle forze combinate francesi e sabaude. Robutti riuscì a sventare l'attacco, ma si mise in luce l'urgente necessità di potenziare le difese urbane. L'anno successivo realizzò una mezzaluna a protezione di porta Marengo e, nello stesso periodo, collaborò con Durante Roberti, agrimensore, e con Giovanni Pietro Pelluco, ingegnere presso la Regia e Ducale Camera, per il quale svolse ripetutamente il ruolo di ispettore dei lavori.
Tra il 1650 e il 1656, Robutti mise al servizio della città di Alessandria le sue competenze, lavorando sotto la direzione di Pietro Gonzales de Valle, capitano generale della città, il qualè attestò che « Certefico que en el espaçio de seis anos que e sido Capp. General de Alexandria y Governator del Ultralpo, è conocido y visto servir à su Mag.d à Pompeo Robutti Gentil hombre de dicha giudad de Alexandria, y por la pratica y esperiencia que tiene en la arquitetura militar se he ocupado en diversas ocasiones, en muchas cosas del Real Servicio ansi en las fortificaciones ».
Così, Carlo Guasco di Castelletto, ne descrive le opere durante l'assedio « disegnò il bonetto davanti alla mezzaluna Baratta, il fortino fuori della Porta di Marengo, le strade coperte e sotterranee, le mezzelune, tenaglie, tagliate, palificate, i pozzi ed altri ordigni spettanti alla difesa [...] »; « l'ingegnoso Robutti inventò alcune Micidiali Macchine da guerra, colle quali si fece orribile strage degli Aggressori» e delineò «una Carta Tipografica [...] delle Fortificazioni di Alessandria assediata, con i differenti Quartieri Francesi, le Trinciere, le Linee di controvallazione, e gli approccj nimici, come pure la situazione dell'esercito Spagnolo venuto al soccorso di essa Città, co' suoi avvanzamenti verso la Bormida, la quale meritò in appresso, per la sua grande esattezza, di esser data alle Stampe. ».
Alla sua morte, avvenuta nel 1668 e priva di disposizioni testamentarie, parte del suo patrimonio, inclusa una ricca biblioteca, è stata identificata nei beni lasciati dal fratello Vespasiano. Venne sepolto nella cappella di famiglia nella chiesa di santa Maria di Castello.
La città, frequentemente oggetto di studio complessivo da parte degli ingegneri militari, viene rappresentata spesso in maniera olistica, sebbene talvolta con omissioni significative, come la struttura interna del tessuto urbano. Questi specialisti, attraverso un'attenta osservazione, talvolta clandestina, analizzano e documentano le caratteristiche urbane, producendo relazioni e disegni che, pur dettagliati, possono presentare omissioni strategiche o enfasi particolari. Gli ingegneri militari fungono da analisti critici delle vulnerabilità e delle obsolescenze strutturali, proponendo progetti innovativi volti sia al miglioramento delle infrastrutture esistenti sia alla creazione di nuove costruzioni autonome.
In questo processo di riflessione e riconfigurazione, la città storica viene riconsiderata e trasformata per adattarsi alle esigenze belliche. L'ingegnere militare emerge come figura chiave, un vero e proprio deus ex machina del panorama bellico urbano: non semplicemente un tecnico, ma un professionista che unisce competenze matematiche e artistiche con un'intima comprensione della guerra. Dotato della capacità di navigare e interpretare il territorio, l'ingegnere militare raramente si limita al lavoro da tavolino, ma si immerge direttamente nel contesto di intervento.

## Conseguenze
Di fronte all'impossibilità di conquistare Alessandria, gli aggressori optarono per la ritirata, spinti dall'arrivo di truppe di rinforzo. Queste ultime, guidate dal duca di Mantova Carlo II e dal conte di Fuensaldaña Alfonso Perez de Vivero, con l'aggiunta di Gian Galeazzo Trotti, erano significativamente rafforzate da 18 pezzi di artiglieria. Si racconta che durante questi eventi, un coraggioso contadino proveniente da Cuccaro riuscì a eludere le linee nemiche per trasmettere la notizia dell'imminente arrivo dei rinforzi.

## Letteratura
La figura di Alessandro Cassola emerge nella letteratura dell'epoca per il suo poema "La briglia del furore, ossia Alessandria difesa", che celebra l'assedio e in particolare il ruolo delle donne, paragonando Francesca Trotti alla Clorinda tassiana, simbolo della donna guerriera. Questo riferimento letterario, sebbene abbia radici nella tradizione, riflette l'ammirazione e il riconoscimento delle virtù di coraggio e determinazione attribuite alle donne alessandrine. Alessandro Cassola dimostrò una notevole capacità inventiva e arricchì il suo lavoro con descrizioni pertinenti e vivaci. Si distinguono in particolare i canti II e V, nei quali viene illustrato uno dei bastioni che circondano Alessandria, denominato, come precedentemente menzionato, il cavaliere delle dame. Così il Cassola descrive il bastione:
Torreggia il Caualiero, e in alto estolle

Parapetto fedele a le Guerriere

Sembra di dentro delitioso colle;

E si veste al di fuor di mura altere

L'impenetrabil piè con l'onda molle

Il Tanaro gl'irriga a le Riuiere;

De la Città l'ampiezza, e in un vagheggia

Il Ponte, il Borgo, e gl'Horti signoreggia.
Particolarmente degno di nota è l'episodio di Doralba, una giovane guerriera, attraverso il quale l'autore ha saputo impreziosire il poema con una narrazione che esala fascino e grazia. Il linguaggio adottato è per lo più impeccabile, le idee sono ben congegnate, e solo occasionalmente il lettore può imbattersi in qualche traccia tipica di quell'epoca.
Il vescovo di Alessandria Deodato Scaglia, O.P., « praticò le parti non più di prelato, e pastore, che di guerriero; e siccome volle che il suo clero medesimo travagliasse alla difesa della patria, così egli stesso l'animò colla su presenza. Obbligò quindi Alessandro Cassola a dargliene lodi particolari nel canto terzo del suo poema su tale assedio. uscito l'anno seguente 1658, dalla stanza 13 alla 21. ».

### Esplicative
1. ↑  Una mappa dell'epoca, riportata anche in questa voce, illustra gli eventi e le posizioni delle forze durante l'assedio, ed è custodita presso l'Archivio di Stato di Alessandria, nel fondo dell'Archivio Storico del Comune di Alessandria (cfr. ASAl, ASCAl, serie III, cart. 2262/2), testimoniando la rilevanza storica e strategica di questo conflitto.
2. ↑  Alcuni storici, tra cui Annalisa Dameri e Roberto Livraghi, hanno sottolineato l'importanza militare acquisita dalla città in questo periodo, cruciale per la difesa occidentale contro le avanzate francesi e sabaude (cfr. Dameri, Livraghi /II, p. 90).
3. ↑  Così chiamato per la vicinanza con il complesso conventuale di san Bernardino.
4. ↑  Dal dialetto stupà, cioè chiusa. In vero la porta si chiamava Rezolia, ed esisteva già nel XIII secolo, in fondo alla strada che nel XX secolo venne chiamata via Mazzini. Chiusa per un certo periodo, ecco appunto il nomignolo dialettale "Stopa", per ragioni non note, fu riaperta nel 1347 con delibera comunale (cfr. Codex Statutorum, cap. 396). Come ricorda il Ghilini (cfr. Girolamo Ghilini), deve il nome Rezolia al vicino gruppo di case, Rezolia o Arzola, situato nel luogo più tardi occupato dall’Ospedale San Giacomo. Sarà in seguito ristrutturata nel 1658 per ordine del governatore Garcia Fernando Ravanal, da cui la nuova denominazione "Porta Ravanale". Venne infine demolita nel 1868.
5. ↑  Denominato anche "Cavaliere delle Dame" o "Bastione delle Dame". Si veda la descrizione nella sezione dedicata.
6. ↑  Denominato tale per la sua prossimità all'abbazia di san Pietro.
7. ↑  Nel corso del Cinquecento si assiste all'affermazione del tema dell'esaltazione bellica, fenomeno che trova consolidamento e diffusione particolare tra Seicento e Settecento, soprattutto in Germania e Francia. Il focus dei ritratti urbani si estende oltre l'apparato difensivo, abbracciando anche la celebrazione delle battaglie e la rappresentazione dello schieramento delle forze militari. Questi soggetti iniziano a caratterizzare stampe e fogli sciolti, contribuendo alla creazione di veri e propri atlanti attraverso la rielaborazione di documenti un tempo riservati, ma ormai desueti, che vengono standardizzati in formato e tecnica rappresentativa. L'assedio emerge come motivo iconografico di particolare rilevanza, offrendo spunti su aspetti strategici, sull'ingegneria militare, sull'architettura delle fortificazioni, sulla configurazione urbana e sulle strategie difensive. L'impatto dell'assedio sul territorio circostante diventa un elemento di analisi cruciale, evidenziando come le operazioni belliche, spesso protratte e ciclicamente ripetute, alterino profondamente l'ambiente, trasformando campi coltivati, pascoli e vie di comunicazione in spazi militarizzati, con conseguenze drammatiche sulla vita quotidiana. Le rappresentazioni artistiche degli assedi - che spaziano da arazzi, affreschi e bassorilievi a opere acquerellate, incisioni e stampe - trovano sovente origine nei disegni tecnici degli ingegneri militari, trasformando schemi difensivi e dispiegamenti tattici in testimonianze visive di episodi epici. Nel XVII secolo, l'assedio assume un ruolo centrale nelle dinamiche belliche, segnando una netta evoluzione rispetto alla concezione eroica del combattimento tipica del Medioevo, basata prevalentemente sul confronto diretto. Questa trasformazione influisce radicalmente sull'arte della guerra e, di conseguenza, sulla morfologia delle fortificazioni urbane.
8. ↑  Le artiglierie in azione simboleggiano i fervidi momenti di conflitto, mentre la mappa è animata da minuziose figure che raffigurano soldati, accampamenti e piccole fortificazioni. La presenza di una forca con un condannato evoca inoltre le asperità e le brutalità della guerra.
9. ↑  Gil d'Has.
10. ↑  Non presente nella mappa e situata nei pressi di Marengo.
11. ↑  « Divise in sei Compagnie, ciascuna con la sua Capitanessa. Alcuni Officiali le fecero esercitare a tirar del Moschetto: Havevano Veste corta (con Calzoni sotto) benissimo vestite, ma senza alcuna pompa. » (cfr. Gregorio Leti).
12. ↑  Il "cavaliere delle dame" sarà poi demolito durante l'assedio della cittadella nel 1745.
13. ↑  Armeniaco tu, gonfio di fasti,
Tra li primieri li vagiti a lei
Con hostili rumori inquietasti,
Onde raccolse militar trofei.
Inimico furor che non oprasti?
Gisti ne’ claustri de’ tartarei Dei
Per procacciarti a la cittade ingresso,
Ma rimanesti in lor sepolto e oppresso.

Che fe’ da Marte il cittadino ardore
Ne la tenzon nell’inimico oltraggio;
E il femminile col viril valore
Portò in fortezza ed in virtù paraggio;
Pompa li maschi di guerriero core
Fero, avvezzarsi a singolar coraggio
Le donne in questo cavalier, che appella
Da lor la fama riverita e bella.
14. ↑  Canto II, stanza 74
Così esperto nocchier giuoco dei venti,
Se l’innalza o inabissa, o se lo scuote
Tempestoso ocean, par non paventi,
Mentre altri tinge di pallor le gote:
Nè intanto avvien, che il suo vigor si allenti
O men l’onde flagelli e ripercuote;
Che non teme de’ flutti orrido aspetto
A mille incontri abituato petto.

### Bibliografiche
1. ↑  Gabriele Busca.
2. ↑  MuseoTorino.
3. ↑  Carlo Morello.
4. ↑  Dameri, Livraghi /I.
5. ↑  Salvatore Foà.
6. 1 2 3 4  Amilcare Bossola, p. 22.
7. ↑  Girolamo Ghilini, p. 311 e sgg.
8. ↑  Gregorio Leti.
9. 1 2  Amilcare Bossola, p. 23.
10. ↑  Francesco Gasparolo.
11. ↑  Francesco Gasparolo.
12. ↑  ASAL.
13. ↑  Francesco Gasparolo, p. 89.
14. ↑  Francesco Gasparolo, p. 94.
15. ↑  Carlo Guasco, p. 296.
16. ↑  Tommaso Vallauri, p. 401.
17. ↑  Tommaso Vallauri, p. 402.
18. ↑  Tommaso Vallauri, p. 403.
19. ↑  Giuseppe Antonio Chenna, pp. 318-319.
20. ↑  Tommaso Vallauri, p. 455.

### Archivisitca
- (LA) Codex Statutorum Magnifice Communitatis Atque Dioecæsis Alexandrinæ, Alessandria, Francesco Moscheni & fratelli, 1547.
- Carlo Morello, Avvertimenti sopra le Fortezze di S.R.A. del Capitano Carlo Morello Primo Ingegniere et Logotenente Generale di Sua Arteglieria MDCLVI, Manoscritti Militari 178, Biblioteca Reale di Torino.
- Pompeo Robutti (1604-1668) architetto e ingegnere militare, su archiviodistatoalessandria.beniculturali.it, Ministero della cultura.

### Storica, Annalistica e Trattatistica
- Gabriele Busca, Descritione delle fortezze di frontiera dello Stato di Milano, Biblioteca Civica Bonetta, manoscritto II, 59, Pavia, 1602.
- Girolamo Ghilini, Annali di Alessandria, Milano, Gioseffo Marelli, 1666.
- Galeazzo Gualdo Priorato, Historia di Leopoldo Cesare, continente le cose più memorabili successe in Europa, dal 1656 sino al 1670, Vienna, Gio. Battista Hacque, 1670,  pp. 208-227.
- Gregorio Leti, Raguagli historici, e politici delle virtù, e massime necessarie alla conservatione degli stati [...], Amsterdam, Teodoro Boeteman, 1699.
- Carlo Guasco di Castelletto, Alessandria, in Cesare Orlandi , Delle città d'Italia e sue isole adjacenti compendiose notizie sacre e profane, tomo primo, Perugia, stamperia Augusta presso Mario Riginaldi, 1770,  pp. 217-361.
- Giuseppe Antonio Chenna, Del Vescovato de' Vescovi e delle Chiese della Città e Diocesi d'Alessandria, Alessandria, Ignazio Vimercati Stampatore, 1786.
- Salvatore Foà, Gli Ebrei nel Monferrato nei secoli XVI e XVII, ristampa, Bologna, Arnaldo Forni Editore, 1965.
- Annalisa Dameri e Roberto Livraghi, Alessandria disegnata. Città e cartografia tra XV e XVIII secolo, Alessandria, Collegio Costruttori - ANCE Alessandria, 2009.
- Annalisa Dameri e Roberto Livraghi, Età Moderna. La città nel XVII secolo. Alessandria, in AA. VV., Atlante Storico dell’Alessandrino, a cura di Enrico Lusso, Valerio Castronovo (Direzione scientifica), Alessandria, Fondazione Cassa di Risparmio di Alessandria, 2013, ISBN 9788841897867.

### Ricerche, studi, pubblicazioni
- Carlo Guasco, Cronaca sul memorabile assedio di Alessandria nel 1657 (PDF), in Annibale Civalieri Inviziati (a cura di), Rivista di Storia, Arte, Archeologia per la provincia di Alessandria, anno I, fascicolo II, Alessandria, Commissione Municipale di Alessandria, luglio–dicembre 1892,  pp. 173-216.
- Amilcare Bossola, Donne illustri alessandrine (PDF), in Rivista di Storia Arte Archeologia per la Provincia di Alessandria, anno XII, fascicolo IX (serie II), Alessandria, Società di Storia Arte Archeologia per la Provincia di Alessandria, gennaio - marzo 1903,  pp. 19-34.
- (IT, LA) Francesco Gasparolo, Pompeo Robutti. Architetto Militare e la sua Famiglia (PDF), in Rivista di Storia Arte Archeologia per la Provincia di Alessandria, anno XXXV, fascicolo XXXVII (serie III), Alessandria, Società di Storia Arte Archeologia per la Provincia di Alessandria, gennaio - marzo 1926,  pp. 57-117.

### Poetica, narrativa
- Alessandro Cassola, La briglia del furore. Ovvero Alessandria difesa, Bergamo, Eredi Marc'Antonio Rossi, 1658.
- Tommaso Vallauri, Storia della poesia in Piemonte, vol. 1, Torino, Tipografia Chirio e Mina, 1841.
- Antonio Belloni, Gli epigoni della Gerusalemme Liberata, Padova, Angelo Draghi, 1893.

### Bibliografica
- Annalisa Dameri, Pompeo Robutti, in Dizionario biografico degli italiani, vol. 88, Roma, Istituto dell'Enciclopedia Italiana, 2017.

### Risorse in rete
- Carlo Morello, su museotorino.it, MuseoTorino.